# Oye-et-Pallet
Oye-et-Pallet è un comune francese di 709 abitanti situato nel dipartimento del Doubs nella regione della Borgogna-Franca Contea.

## Società

### Evoluzione demografica
Abitanti censiti